# Синдром беременности щенком
Синдром беременности щенком (англ. Puppy pregnancy syndrome) — бредовое расстройство, вызванное массовой истерией. Страдающие им считают, что беременны щенками. Распространено в Индии.
Синдром распространён в деревнях нескольких штатов Индии, включая Западную Бенгалию, Ассам, Бихар, Джаркханд, Ориссу и Чхаттисгарх. О нём сообщали десятки тысяч людей. Чаще всего он встречается в областях с ограниченным доступом к образованию.
Страдающие расстройством считают, что вскоре после укуса собаки у них в животе зачинаются щенки, и это особенно вероятно, если собака в момент нападения находится в сексуально возбуждённом состоянии. Жертвы этого синдрома лают, утверждают, что видят внутри себя щенков, когда смотрятся в воду, и слышат их рычание у себя в животе. Считается, что больной в конечном итоге умрёт, особенно мужчины, которые якобы будут рожать щенков через пенис.
Для лечения болезни местные знахари используют заговоры, которые якобы растворяют щенков и выводят их через пищеварительную систему «незаметно для больного».
Индийские врачи информируют общественность об опасности веры в это состояние. Большинство страдающих синдромом направляют к психиатрам. В редких случаях укушенные собакой не получают вовремя вакцину от бешенства, считая, что у них синдром беременности щенком, и полагаются на помощь знахарей. Знахари ещё более усугубляют проблему, сообщая пациентам, что заговоры не помогут, если обратиться к обычному лечению.
Некоторые психиатры полагают, что этот синдром относится к культуральным синдромам.